# Левіттсбург (Огайо)
Левіттсбург (англ. Leavittsburg) — переписна місцевість (CDP) в США, в окрузі Трамбалл штату Огайо. Населення — 1571 особа (2020).

## Географія
Левіттсбург розташований за координатами 41°14′44″ пн. ш. 80°52′43″ зх. д. / 41.24556° пн. ш. 80.87861° зх. д. (41.245535, -80.878474).  За даними Бюро перепису населення США в 2010 році переписна місцевість мала площу 4,65 км², з яких 4,49 км² — суходіл та 0,16 км² — водойми.

## Демографія
Згідно з переписом 2010 року, у переписній місцевості мешкали 1973 особи в 733 домогосподарствах у складі 538 родин. Густота населення становила 424 особи/км².  Було 807 помешкань (173/км²).
Расовий склад населення:
| - 95,3 % — білих - 1,6 % — чорних або афроамериканців - 0,4 % — корінних американців - 0,2 % — азіатів - 0,1 % — вихідців з тихоокеанських островів |

До двох чи більше рас належало 2,5 %. Частка іспаномовних становила 0,9 % від усіх жителів.
За віковим діапазоном населення розподілялося таким чином: 25,0 % — особи молодші 18 років, 61,3 % — особи у віці 18—64 років, 13,7 % — особи у віці 65 років та старші. Медіана віку мешканця становила 39,6 року. На 100 осіб жіночої статі у переписній місцевості припадало 102,2 чоловіків;  на 100 жінок у віці від 18 років та старших — 97,5 чоловіків також старших 18 років.
Середній дохід на одне домашнє господарство  становив 47 293 долари США (медіана — 37 197), а середній дохід на одну сім'ю — 52 483 долари (медіана — 45 547). За межею бідності перебувало 17,9 % осіб, у тому числі 35,0 % дітей у віці до 18 років та 6,7 % осіб у віці 65 років та старших.
Цивільне працевлаштоване населення становило 688 осіб. Основні галузі зайнятості: освіта, охорона здоров'я та соціальна допомога — 20,9 %, виробництво — 19,6 %, мистецтво, розваги та відпочинок — 16,6 %.